# Покровка (Арзамасский район)
Покро́вка — деревня в составе Ломовского сельсовета Арзамасского района Нижегородской области.

## Население
| 2002 | 2010 |
| ---- | ---- |
| 24   | ↘9   |